# Cerco de Mequinenza
O cerco de Mequinenza (15 de maio a 8 de junho de 1810) viu um corpo de 16.000 homens do Primeiro Império Francês comandado por Louis-Gabriel Suchet investir contra uma guarnição de 1.000 homens do Reino da Espanha sob o comando do Coronel Carbon. Mequinenza e seu castelo foram capturados pelos franceses após uma operação que durou cerca de três semanas. A ação ocorreu durante a Guerra Peninsular, que fez parte das Guerras Napoleônicas. Mequinenza está localizada na confluência dos rios Ebro e Segre a cerca de 211 km a oeste de Barcelona.

## Antecedentes
Durante o segundo cerco de Saragoça, seus defensores espanhóis resistiram ferozmente aos franceses por muitos meses. A cidade finalmente caiu em 20 de fevereiro de 1809 e sua grande guarnição foi morta ou capturada. Com a maioria dos defensores de Aragão aniquilada, o III Corpo francês sob o comando do General de Divisão Jean-Andoche Junot e o V Corpo sob o comando do Marechal Édouard Mortier conquistaram rapidamente o vale do rio Ebro. A poderosa fortaleza de Jaca rendeu-se humildemente a Mortier em 21 de março de 1809 e as cidades de Monzón e Fraga foram logo ocupadas. No entanto, o castelo de Mequinenza recusou-se a se render quando convocado por uma coluna francesa. Após Mortier comparecer pessoalmente diante do castelo com uma brigada de infantaria, seu comandante recusou-se novamente a capitular. O marechal francês retirou-se, planejando retornar após conquistar o restante do leste de Aragão. No entanto, o Imperador Napoleão emitiu ordens em 5 de abril para que o V Corpo recuasse para Tudela. A Guerra da Quinta Coalizão estava prestes a começar e o imperador sabia que poderia precisar das tropas de Mortier para reforçar seu exército na Alemanha. Isso deixou o III Corpo para defender Aragão com apenas 15.000 soldados. Ao mesmo tempo, o imperador substituiu Junot pelo General de Divisão Louis-Gabriel Suchet.

## Cerco
A muralha da cidade de Mequinenza era antiga e frágil, mas seu castelo, situado num contraforte montanhoso acima da cidade, ocupava uma posição formidável. Os engenheiros militares de Suchet levaram duas semanas para construir uma estrada em zigue-zague montanha acima. Assim que a estrada ficou pronta, os franceses arrastaram seus canhões de cerco até o topo e abriram fogo contra o castelo. A cidade foi tomada com sucesso em 5 de junho. Após oito dias de bombardeio, o castelo estava em ruínas e Carbon se rendeu. Como Mequinenza liderava a navegação no Ebro, Suchet pôde usar a cidade como base de suprimentos em suas operações subsequentes durante o cerco de Tortosa no inverno de 1810 e 1811.